# Graeme Connal
Graeme Connal (* 12. September 1969 in Glasgow) ist ein schottischer Curler. Er spielt auf der Position des Third.
Als Alternate spielte Connal bei den Olympischen Winterspielen 2010 in Vancouver im Team Großbritannien mit Skip David Murdoch, Third Ewan MacDonald, Second Peter Smith und Lead Euan Byers. Die Mannschaft belegte den fünften Platz.